# حنیفه صافی
حنیفه صافی (درگذشته ۱۳ ژوئیه ۲۰۱۲) از سال ۲۰۰۸ تا زمان ترورش رئیس منطقه‌ای وزارت امور زنان در ولایت لغمان، افغانستان بود. او در موارد مربوط به خشونت علیه زنان خدمت می‌کرد و از زنان برای غلبه بر خشونت حمایت می‌کرد. او در ۱۳ ژوئیه ۲۰۱۲ توسط طالبان ترور شد.

## ترور
در ۱۳ ژوئیه، حنیفه صافی بر اثر بمبی که به اتومبیلش متصل شده بود در حین رانندگی در مسیر مهترلام، پایتخت لغمان (حدود ۱۵۰ کیلومتر شمال شرقی کابل) کشته شد. در این حادثه همسر و دختر او به شدت زخمی و بیش از ۱۱ غیرنظامی دیگر کشته شدند. این ترور به صورت بین‌المللی از جمله توسط سازمان ملل محکوم شد. در سال ۲۰۰۶، در یک مورد مشابه، مسئول منطقه‌ای امور زنان در ولایت قندهار توسط طالبان ترور شد. حنیفه صافی دومین رئیس امور زنان بود که در آن دهه کشته شد. جانشین او، ناجیه صدیقی نیز پنج ماه بعد از آغاز کارش در ۱۰ دسامبر ۲۰۱۲ ترور شد.